# Herbert Sperber
Herbert Sperber (* 29. Januar 1954 in Bamberg) ist ein deutscher Volkswirt. Seit 1991 ist er Inhaber des Lehrstuhls für Bank- und Finanzmanagement an der Hochschule für Wirtschaft und Umwelt (HfWU) in Nürtingen. Seine Lehr- und Forschungsschwerpunkte liegen in den Bereichen International Economics, Geld- und Währungstheorie sowie Finanzmärkte. Er leitet an der HfWU das berufsbegleitende Studienprogramm Betriebswirtschaft mit Abschluss Bachelor of Arts. Er ist alleiniger Geschäftsführer des Instituts für Wirtschaft und Finanzen (I.W.F.).

## Leben
Sperber studierte Volkswirtschaftslehre an der Johann Wolfgang Goethe-Universität Frankfurt am Main und der Universität Mannheim. Nach seinem Studium war er bei der Bayerische Motorenwerke AG in München als Vertriebskoordinator Ausland tätig. Von 1980 bis 1984 arbeitete Sperber als wissenschaftlicher Referent am Forschungsinstitut für öffentliche Verwaltung bei der Deutschen Hochschule für Verwaltungswissenschaften (DHV) in Speyer, wo er zum Dr. rerum publicarum (Dr.rer.publ.) promovierte. Seine Arbeit zum Thema „Erfolgsbedingungen der öffentlichen Entwicklungshilfe“ wurde mit einem angesehenen Forschungspreis ausgezeichnet. Von 1984 bis 1991 war Sperber in der Zentrale der Dresdner Bank in Frankfurt am Main im Konzernstab Generalsekretariat, Abteilung Volkswirtschaft, Währung und Kapitalmärkte tätig. Im Rahmen des bankinternen Führungskräfteprogramms arbeitete er auch in der City of London. 1991 wurde Sperber zum Professor für Bank und Finanzmanagement an die Hochschule für Wirtschaft und Umwelt in Nürtingen berufen. Als Dekan der Fakultät Betriebswirtschaft etablierte er hier den international vernetzten, innovativen Studiengang „Internationales Finanzmanagement“ mit vielen renommierten Partneruniversitäten auf der ganzen Welt. Neben seiner hauptamtlichen Professur widmete sich Sperber insbesondere der Beratung von Banken am Finanzplatz Zürich. Der von Sperber seit 2004 geleitete berufsbegleitende Studiengang Betriebswirtschaft gehört zu den deutschlandweit erfolgreichsten Weiterbildungsprogrammen dieser Art.

## Publikationen (Auswahl)
- Herbert Sperber; Markus Mändle: Wirtschaft verstehen: 114 Lernmodule zur VWL. 6. Aufl., Schäffer-Pöschel, Stuttgart 2024, ISBN 978-3-7910-5982-2.
- Herbert Sperber; Michael Bloss: Finanzmärkte, eine praxisorientierte Einführung, 3. Aufl., Schäffer-Pöschel, Stuttgart 2024, ISBN 978-3-7910-6121-4.
- Michael Hohlstein, Barbara Pflugmann-Hohlstein, Herbert Sperber, Joachim Sprink: Lexikon der Volkswirtschaftslehre. 3. Aufl., C.H. Beck, München 2009, ISBN 978-3-406-57825-0.